# Giulio Todeschini
Giulio Todeschini, o Todeschino, (Brescia, 1524 – Brescia, 1603?) è stato un architetto italiano.Tra il 1593 e il 1599 progetta e realizza la nuova Chiesa di Santa Giulia a Brescia a completamento del rinnovamento rinascimentale del monastero femminile di Santa Giulia - San Salvatore. La navata, ampia, spaziosa e coperta da una volta a botte, presenta sui fianchi laterali spoglie nicchie, un tempo ospitanti gli altari dispersi dopo la soppressione napoleonica del cenobio e decorate da affreschi, oggi parzialmente conservati. Decisamente più monumentale la facciata, in pietra di Botticino,che presenta due ordini separati da un ricco fregio ornamentale. La facciata è impreziosita dalle statue raffiguranti San Benedetto, San Biagio e Santa Giulia.